# ギンメダイ目
ギンメダイ目（学名：Polymixiiformes）は、硬骨魚綱に所属する魚類の分類群の一つ。ギンメダイ科1科のみで構成され、1属10種を含む小さなグループである。かつてはキンメダイ目と同一の目に含められたが、近年ではそれぞれ独立の目として分類されるようになっている。

## 分布・生態
ギンメダイ目の魚類は全て海水魚で、大西洋の亜熱帯・熱帯域、ナタール沖を中心とするインド洋、および西部太平洋に分布する。所属する種のほとんどが、水深180-640mの範囲に生息する深海魚である。日本近海からは4種が報告され、練製品の原料として利用される。

## 形態

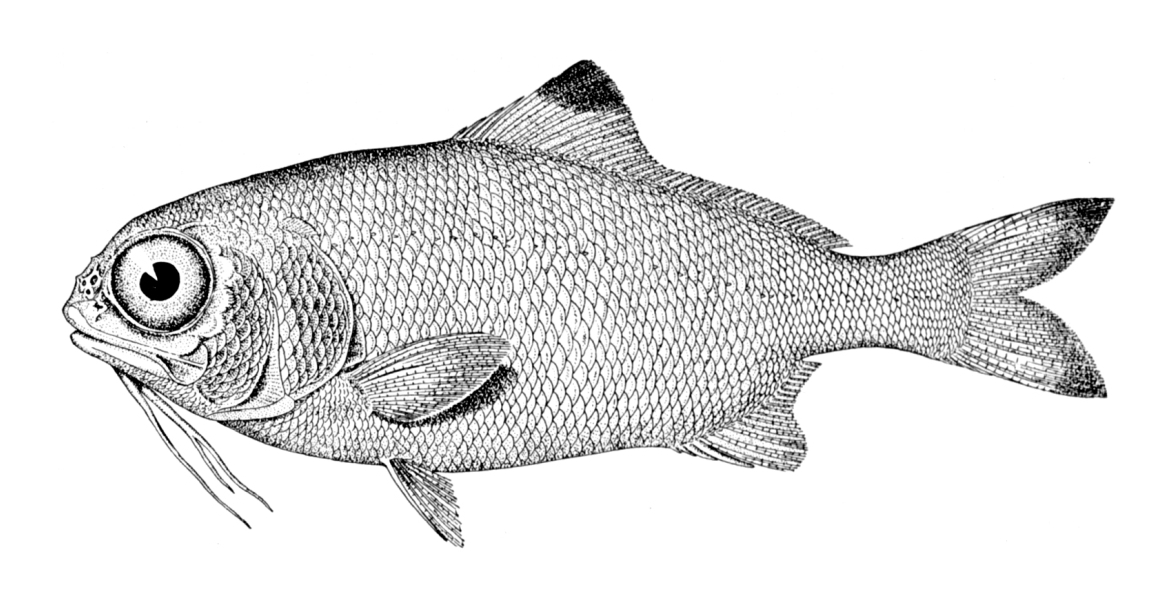
ギンメダイ属の1種（Polymixia nobilis）。大きな眼と触手のような口ヒゲがギンメダイ類の特徴である

体型は卵円形でやや細長く、左右に平たく側扁する。眼球は大きく、網膜の反射によって青味がかって見えることから、ギンメダイの名がつけられた。
ギンメダイ属では、口蓋と前上顎骨を結ぶ靭帯が、対側口蓋骨ではなく上顎骨外側突起の間を通過するという特徴をもつ。このことは本属が、正確な系統学的位置がどうであれ、現生の棘鰭類（Acanthomorpha：側棘鰭上目と棘鰭上目の総称）において最も祖先的な形質を残した属の一つであることを示している。Patterson（1993）は「もし棘鰭類の中に、哺乳類における単孔類に相当するグループがいるとすれば、それはギンメダイ属である」と述べている。
下顎に、舌骨に支持された1対の長い口ヒゲをもつ。背鰭は連続的で、棘条と軟条はそれぞれ4-6本および26-38本。臀鰭の棘条は短く4棘13-17軟条、腹鰭は胸鰭に近い位置にあり、1本の棘条様の鰭条と6本の軟条からなる。尾鰭の鰭条は16本で、分枝する。側線鱗は33-38枚、鰓条骨は4本、鰓耙は11-21本。
平坦な2枚の上顎骨と、眼窩蝶形骨および基蝶形骨を有し、上尾骨は3本。幅の広い3対の上神経骨をもち、上肋骨と合わせて2つの肉間骨を備えた唯一の棘鰭類である。椎骨は29-30個。

## 分類
ギンメダイ目はギンメダイ科のみで構成され、現生のグループとしてはギンメダイ属 Polymixia の1属10種が所属する。
本目は従来側棘鰭上目との関連が示唆されながら、キンメダイ目に含まれることが多かった。1980年代の研究により、ギンメダイ類は他のすべての棘鰭類の姉妹群と位置付けられ、ギンメダイ上目を単独で構成する独立のギンメダイ目として扱われるようになった。しかし、その後の複数のゲノム解析結果はこれを否定し、ギンメダイ類とサケスズキ目の類縁など様々な改変が提唱された。Nelson（2016）の体系では、形態学・分子生物学両面のデータを取り入れた、より分類学に特化した研究成果に基づき、本目をステューレポルス科を含めた他の側棘鰭上目魚類の姉妹群と位置付けている。

### ギンメダイ科

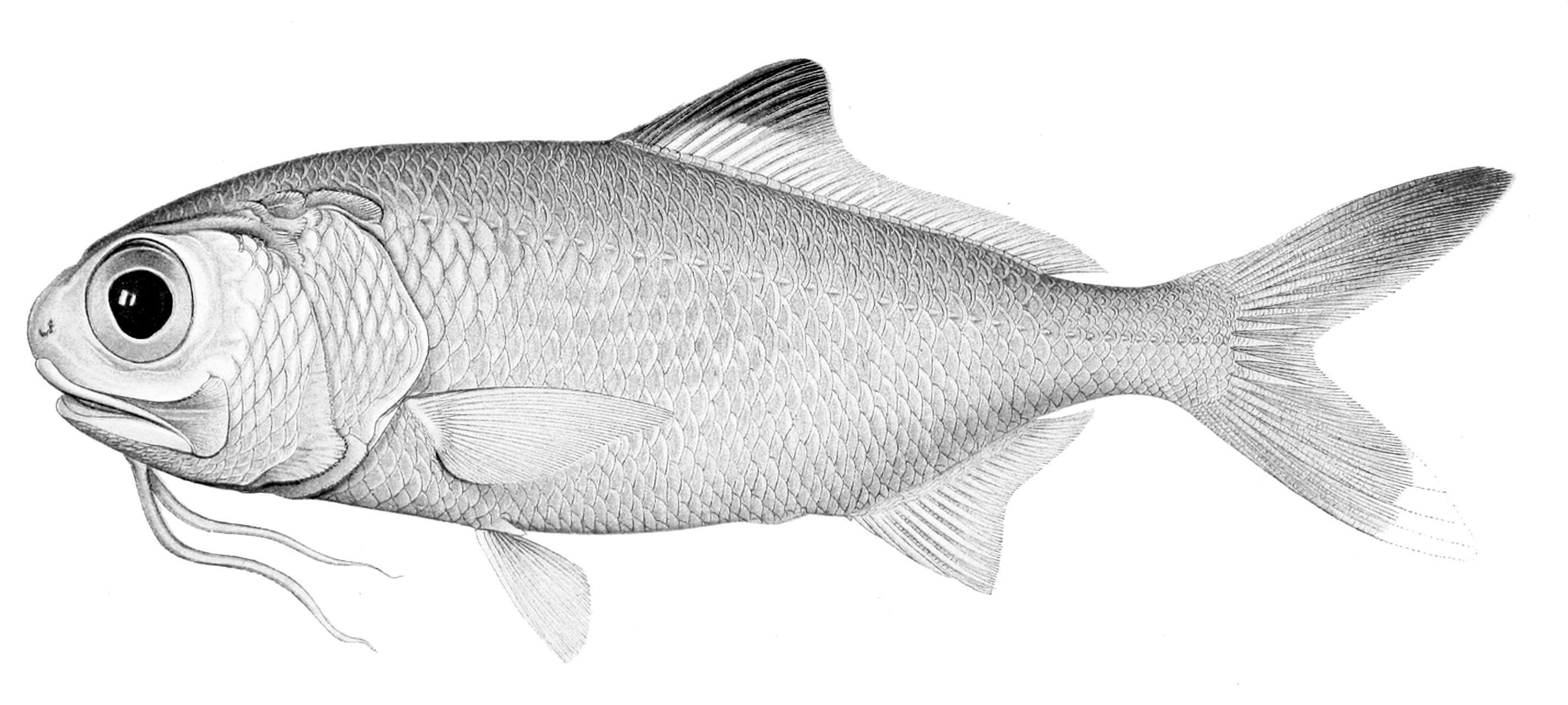
アラメギンメ（ギンメダイ属）。インド太平洋の深海に幅広く分布する

ギンメダイ科には現生のグループとして1属10種が所属する。白亜紀後期（セノマニアン期以降）の地層から化石が出土し、Berycopsis、Dalmatichthys、Magrebichthys、Omosoma、Omosomopsis など海生の絶滅属がいくつか知られている。
- ギンメダイ属 Polymixia
  - アラメギンメ Polymixia berndti
  - オカムラギンメ[4] Polymixia sazonovi
  - キララギンメ[4] Polymixia longispina
  - ギンメダイ Polymixia japonica
  - Polymixia busakhini
  - Polymixia fusca
  - Polymixia lowei
  - Polymixia nobilis
  - Polymixia salagomeziensis
  - Polymixia yuri